# Riserva della biosfera
Riserva della biosfera è una qualifica internazionale assegnata dall'UNESCO per la conservazione e la protezione dell'ambiente all'interno del Programma sull'Uomo e la biosfera - MAB (Man and Biosphere).
Le riserve della biosfera sono aree di ecosistemi terrestri, costieri e marini in cui, attraverso un'appropriata gestione del territorio, si associa la conservazione dell'ecosistema e la sua biodiversità con l'utilizzo sostenibile delle risorse naturali a beneficio delle comunità locali: ciò comprende attività di ricerca, controllo, educazione e formazione. Tutte queste attività realizzano l'Agenda 21, la Convenzione sulla Diversità Biologica ed altri accordi internazionali.
Tutte le aree hanno differenti funzioni. La distribuzione degli spazi prevede la presenza di un nucleo, di un'area di separazione e di un'area esterna di passaggio: il limite esterno è sempre flessibile. La rete mondiale di riserve della biosfera constava, nel giugno 2024, di 759 riserve in 136 stati dei cinque continenti.

La rete mondiale di riserve della biosfera nel 2013. I siti transfrontalieri sono stati ridistribuiti tra i paesi confinanti, e dunque sono stati contati più volte.